# Finn Helgesen
Finn Helgesen (Drammen, 25 aprile 1919 – Lørenskog, 3 settembre 2011) è stato un pattinatore di velocità su ghiaccio norvegese.
Ha conquistato una medaglia olimpica in due partecipazioni ai giochi olimpici invernali (1948 e 1952).

## Palmarès
Olimpiadi
- 1 medaglia:
  - 1 oro (500 m a St. Moritz 1948)